# سخامية (فطر)
السخامية أو الدخانية أو القاتمة (الاسم العلمي: Capnodium)، جنس فطور مجهرية من رتبة السخاماوات وفصيلة. وصفت في عام 1849 من قبل عالم الفطريات الفرنسي كاميل مونتاني مع Capnodium salicinum وهو النوع النمطي للجنس.

## قائمة الأنواع
- النوع
- النوع
- النوع
- النوع
- النوع
- النوع
- النوع
- النوع
- النوع
- النوع
- النوع
- النوع
- النوع
- النوع
- النوع
- النوع
- النوع
- النوع
- النوع
- النوع
- النوع
- النوع
- C. citri
- النوع
- النوع
- النوع
- النوع
- النوع
- النوع
- النوع
- النوع
- النوع
- النوع
- النوع
- النوع
- النوع
- النوع
- النوع
- النوع
- النوع
- النوع
- النوع
- النوع
- النوع
- النوع
- النوع
- النوع
- النوع
- النوع
- النوع
- النوع
- النوع
- النوع
- النوع
- النوع
- النوع
- النوع
- النوع
- النوع
- النوع
- النوع
- النوع
- النوع
- النوع
- النوع
- النوع
- النوع
- النوع
- النوع
- النوع
- النوع
- النوع
- النوع
- النوع
- النوع
- النوع
- النوع
- النوع
- النوع
- النوع
- النوع
- النوع
- النوع
- النوع
- النوع
- النوع
- النوع
- النوع
- النوع
- النوع
- النوع
- النوع
- النوع
- النوع
- النوع
- النوع
- النوع
- النوع
- النوع